# Partido Uri
O Partido Yeollin URI (em coreano Yeollin Uri-dang, hangul 열린우리당, hanja 열린우리黨, em português "O Nosso partido aberto", se abreviado para Uri significa "Nosso partido") foi um partido político da Coreia do Sul, formado em 1 de novembro de 2003 e com uma orientação política oficial de liberal e social-democrata e liderado por Chung Sye Kyun.
O partido foi formado quando uma ala do Partido Democrático se decidiu separar-se de outros membros, que mostravam um menor apoio ao presidente Roh Moo-hyun, saindo um total de 42 dos 103 deputados do Partido Democrático, a que se juntaram ainda 5 deputados do Grande Partido Nacional.
Em termos de políticas, o Partido Uri aumentou os gastos com as funções sociais do Estado para com as pessoas de menores rendimentos, e tem adoptado uma postura conciliadora com a Coreia do Norte e afastando-se das tradicionais alianças militares com os Estados Unidos e o Japão.